# Ashby by Partney
Ashby by Partney – osada w Anglii, w hrabstwie Lincolnshire. Leży 29 km na wschód od Lincoln i 185 km na północ od Londynu.